# Université de Nariño
Pour les articles homonymes, voir Nariño (homonymie).
L'université de Nariño est une institution publique d'enseignement supérieur située dans la ville de San Juan de Pasto, en Colombie.

## Historique
Les origines de l'université de Nariño datent de 1712.
En ce qui concerne l'histoire contemporaine de l'université, on parle des étapes suivantes : 1904 (création du département de Nariño) - 1939 ; 1940 à 1959 (période de consolidation) ; et depuis les années soixante: pas vers la modernisation et l'expansion.

## Galerie

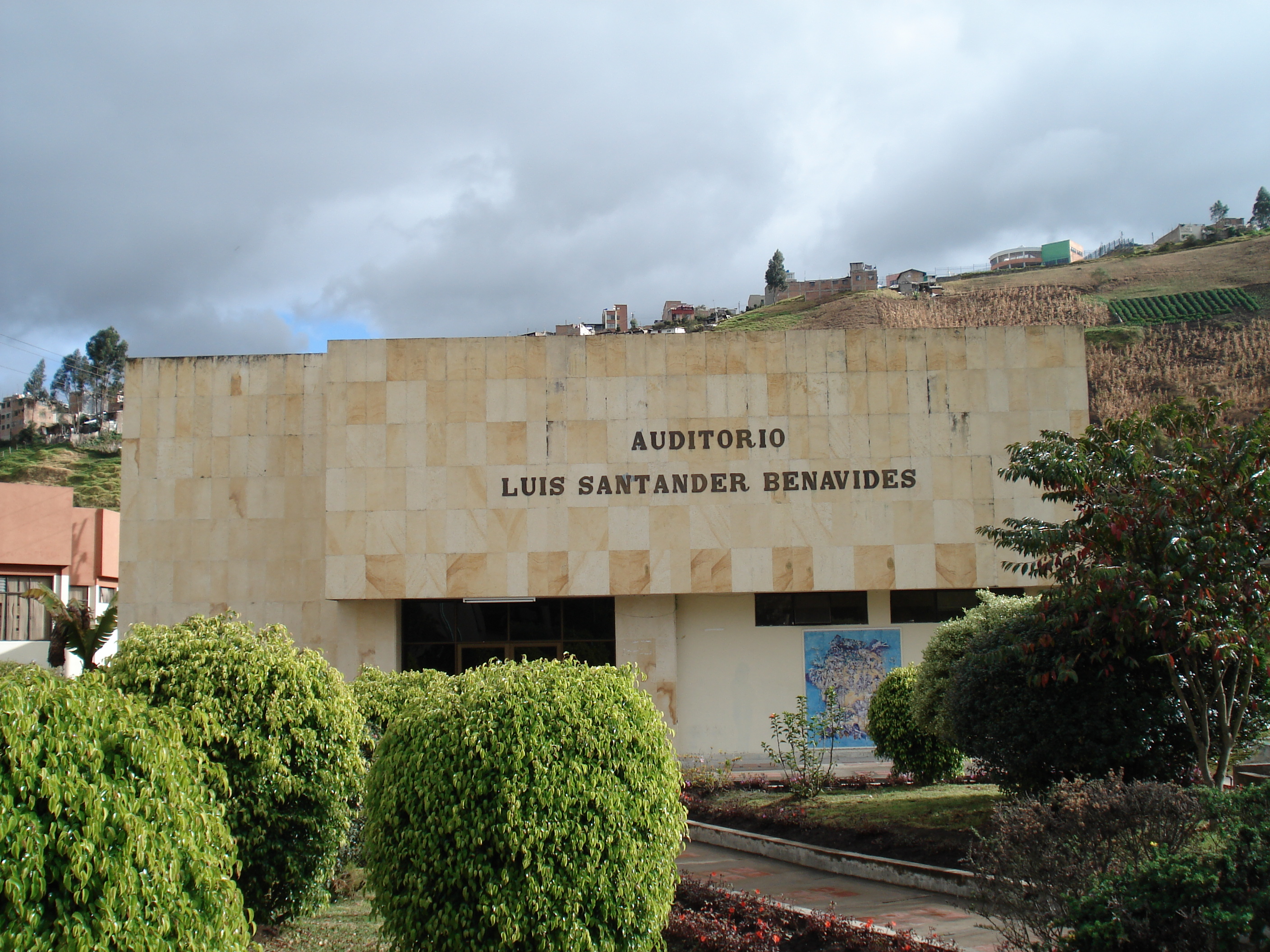
Auditoire Luis Santander Benavides, cité universitaire Torobajo.
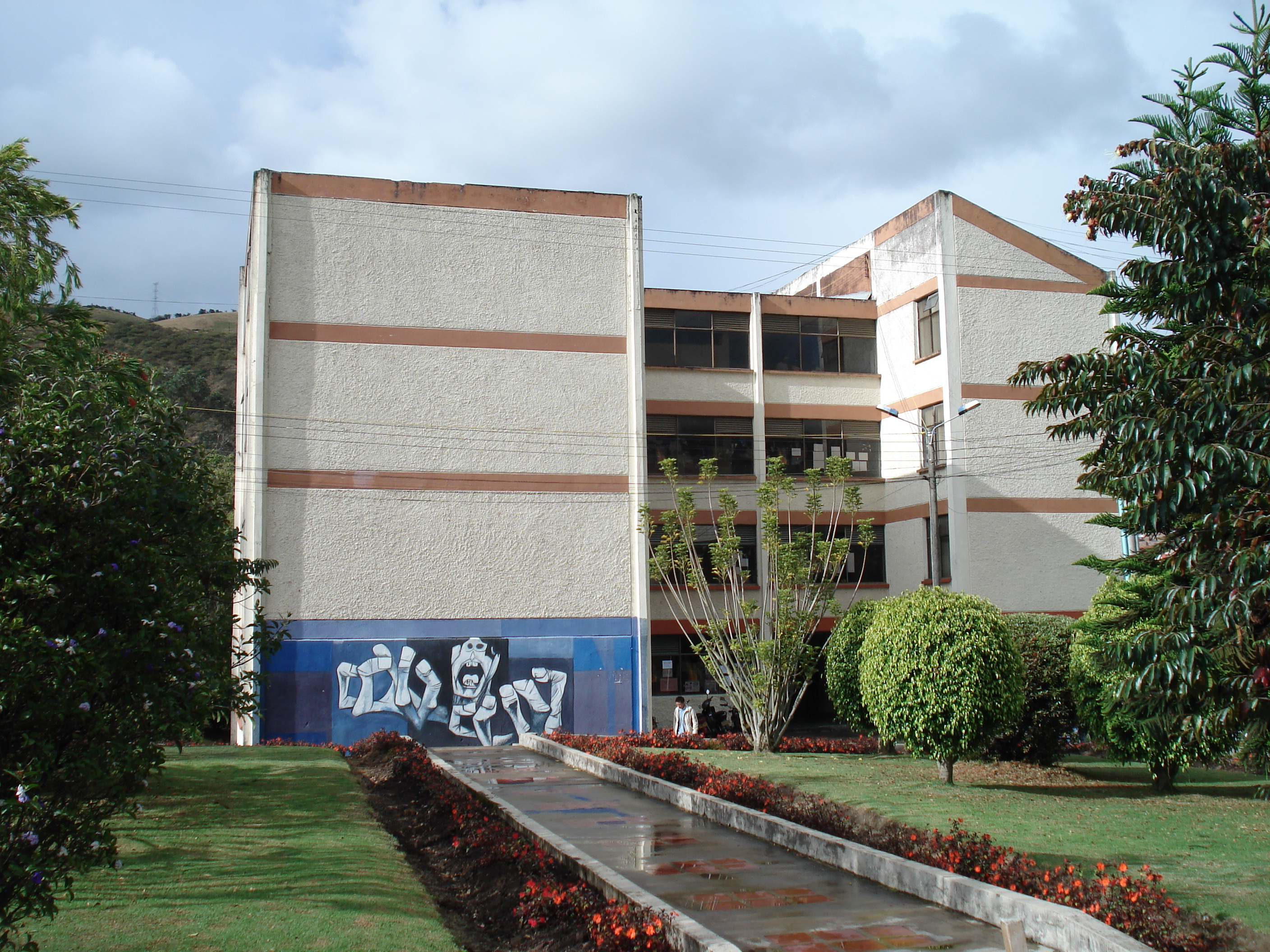
Faculté des Sciences Économiques et Administratives, cité universitaire Torobajo.
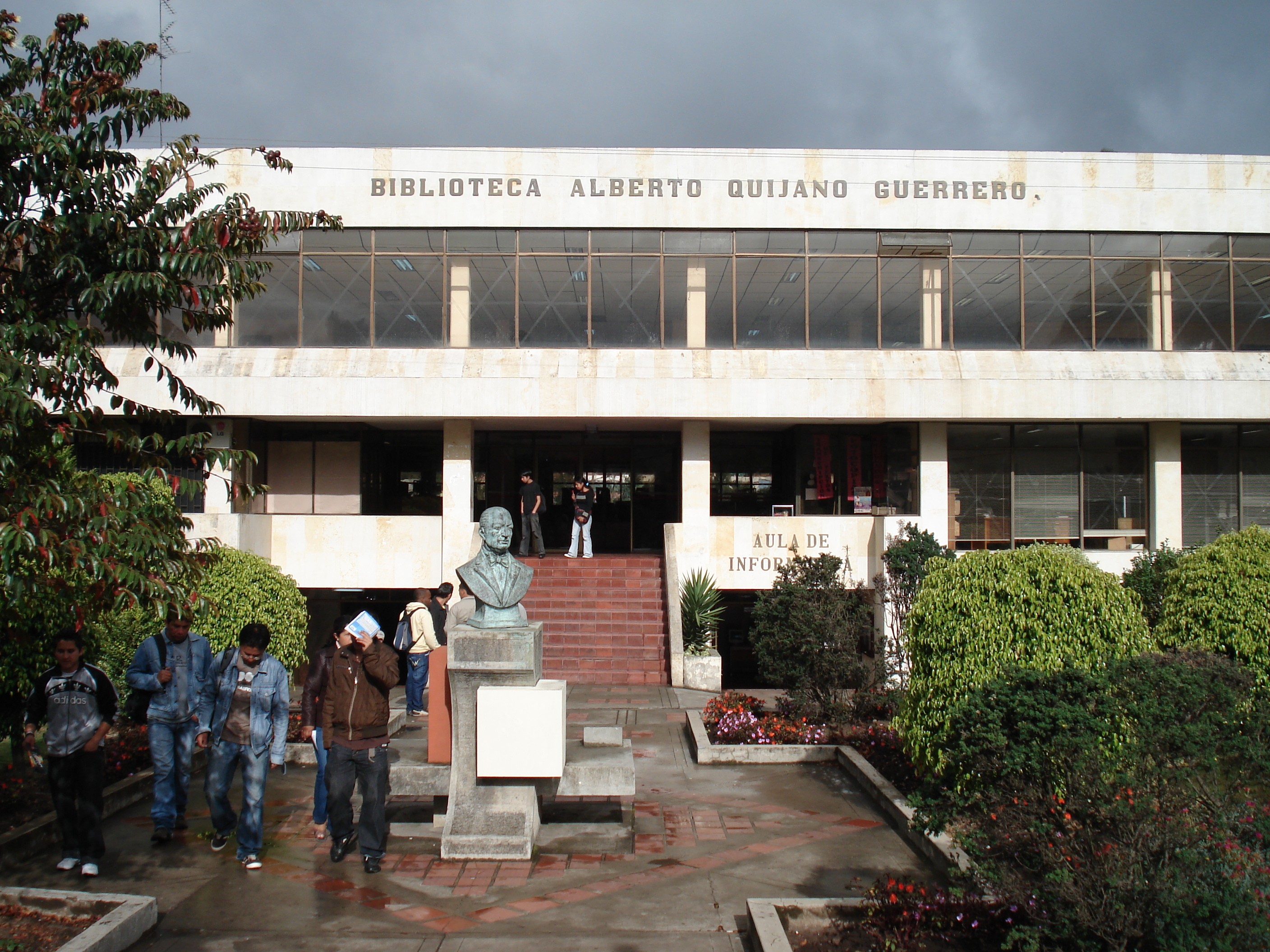
Bibliothèque Alberto Quijano Guerrero